# Friedrich Vogt (Germanist)
Friedrich Hermann Traugott Vogt (* 11. März 1851 in Greifswald; † 28. Oktober 1923 in Marburg) war ein deutscher Historiker, Philologe und Germanist.

## Leben
Friedrich Vogt, Sohn von Karl August Traugott Vogt, besuchte das Friedrich-Ludwig-Jahn-Gymnasium Greifswald und begann an der Universität Greifswald ein Studium der Theologie, dies setzte er an der Universität Tübingen fort und wechselte an die Universität Leipzig, wo er bei Friedrich Zarncke deutsche Philologie studierte und 1873 zum Dr. phil. promoviert wurde. Er war 1873 Assistent der Universitätsbibliothek Göttingen geworden. 1874 wurde er Dozent an der Universität Greifswald, 1876 zugleich Custos der Greifswalder Bibliothek und außerordentlicher Professor.
Im April 1885 übernahm Vogt eine ordentliche Professur der deutschen Philologie an der Universität Kiel. Als Nachfolger von Karl August Weinhold ging er 1889 als Professor an die Universität Breslau und 1902 als Nachfolger von Edward Schröder als Professor an die Universität Marburg. In Breslau organisierte er nach Begründung der Schlesischen Gesellschaft für Volkskunde (1894) die Sammlung der volkstümlichen Überlieferungen Schlesiens und gab von 1894 bis 1902 die Mitteilungen der Schlesischen Gesellschaft für Volkskunde sowie von 1901 bis 1903 Schlesiens volkstümliche Überlieferungen heraus. Ferner veröffentlichte er seit 1894 die von Weinhold begründeten Germanischen Abhandlungen. Der Neuphilologische Verein Breslau im WKV ernannte Vogt im WS 1897/98 zum Ehrenmitglied.
Vogt, der im Jahr 1908/09 auch das Rektorat der Marburger Hochschule geführt hatte, war einer der letzten großen Germanisten der älteren Schule.
1921 wurde Vogt Ehrenmitglied der Wissenschaftlichen Verbindung Rheinfranken, der späteren Marburger Burschenschaft Rheinfranken. 1922 wurde er zum korrespondierenden Mitglied der Akademie der Wissenschaften zu Göttingen gewählt.

## Werkauswahl
- Die deutschen Dichtungen von Salomon und Markolf, Bd. 1: Salman und Morolf, Halle 1880
- Leben und Dichten der deutschen Spielleute im Mittelalter
- Ueber die Margarethenlegenden
- Des Minnesangs Frühling, 1888
- Geschichte der mittelhochdeutschen Literatur, Sonderdruck aus Pauls Grundriß der germanischen Philologie, Straßburg 1893; 2. Auflage 1902 und 1906
- Geschichte der deutschen Literatur von den ältesten Zeiten bis zur Gegenwart, erster (die ältere Zeit behandelnder) Teil, Leipzig 1897; 2. Auflage, 2 Bände, 1904
- Die schlesischen Weihnachtspiele, Leipzig 1901